# Kalhin
Kalhin (em persa: كلهين, também romanizada como Kalhīn) é uma aldeia do distrito rural de Qareh Poshtelu-e Pain, no distrito de Qareh Poshtelu, do condado de Zanjã, da província de Zanjã, no Irão. No censo de 2006, sua população era de 115 habitantes, em 26 famílias.